# Formica nigropratensis
Formica nigropratensis ansågs tidigare vara en egen art och namngavs av Johan George Betrem 1962, men anses idag vara ett synonym till myrarten Formica pratensis.